# Dolichestola annulicornis
Dolichestola annulicornis är en skalbaggsart som beskrevs av Stefan von Breuning 1942. Dolichestola annulicornis ingår i släktet Dolichestola och familjen långhorningar. Inga underarter finns listade i Catalogue of Life.